# Siodłków
Siodłków (niem. Feldhäuser) – osada wsi Wojbórz, w Polsce, położona w województwie dolnośląskim, w powiecie kłodzkim, w gminie Kłodzko.
W latach 1975–1998 miejscowość administracyjnie należała do województwa wałbrzyskiego.